# Municipio de Rockford (Dakota del Sur)
El municipio de Rockford (en inglés: Rockford Township) es un municipio ubicado en el condado de Perkins en el estado estadounidense de Dakota del Sur. En el año 2010 tenía una población de 21 habitantes y una densidad poblacional de 0,23 personas por km².

## Geografía
El municipio de Rockford se encuentra ubicado en las coordenadas 45°40′50″N 102°23′2″O / 45.68056, -102.38389. Según la Oficina del Censo de los Estados Unidos, el municipio tiene una superficie total de 91.94 km², de la cual 91,84 km² corresponden a tierra firme y (0,11 %) 0,1 km² es agua.

## Demografía
Según el censo de 2010, había 21 personas residiendo en el municipio de Rockford. La densidad de población era de 0,23 hab./km². De los 21 habitantes, el municipio de Rockford estaba compuesto por el 76,19 % blancos, el 23,81 % eran amerindios. Del total de la población el 0 % eran hispanos o latinos de cualquier raza.